# Чуя
 Тази статия е за притока на Лена.  За притока на Катун вижте Чуя (Катун).  
Чуя (Голяма Чуя) е река в Азиатската част на Русия, Източен Сибир, Република Бурятия и Иркутска област, десен приток на Лена. Дължината ѝ е 512 km, която ѝ отрежда 191-во място по дължина сред реките на Русия.
Река Чуя води началото си под името Голяма Чуя от южната, най-висока част на хребета Синир (част от Северобайкалската планинска земя), на 1209 m н.в., в северна част на Република Бурятия. По цялото си протежение тече в северна посока през Северобайкалската планинска земя в дълбока и тясна долина, на места с малки долинни разширения. На 52 km от устието си приема отляво най-големия си приток Малка Чуя (257 km, 6000 km2). Влива отдясно в река Лена, при нейния 2740 km, на 180 m н.в., при село Чуя, Иркутска област.
Водосборният басейн на Чуя има площ от 18,4 хил. km2, което представлява 0,74% от водосборния басейн на река Лена и се простира на части от Иркутска област и Република Бурятия.
Границите на водосборния басейн на реката са следните:
- на изток и югоизток – водосборния басейн на река Витим, десен приток на Лена;
- на запад и северозапад – водосборните басейни на река Чая и други по-малки десни притоци на Лена.

Река Чуя получава около 30 притока с дължина над 15 km, но само един е с дължина над 100 km – река Малка Чуя:
Подхранването на реката е смесено, като преобладава снежното, но съвсем не е малък и процентът на дъждовното подхранване. Чуя е типична източносибирска река с ясно изразено пролетно-лятно пълноводие (около 85% от общия годишен отток) и устойчиво зимно маловодие. Среден многогодишен отток в устието 206 m3/s, което като обем представлява 6,502 km3/год. Чуя замръзва през октомври, а се размразява през май, като в някои по-плитки участъци замръзва до дъното.
По течението на реката е лазположено само едно населено място – посольок Горно-Чуйски, Иркутска област
Реката е богата на риба. Използва се и като обект на воден туризъм – рафтинг.